# Guecheme
Guecheme este o comună rurală din departamentul Dogondoutchi, regiunea Dosso, Niger, cu o populație de 88.083 de locuitori (2001).